# Goonallica
Goonallica là một chi bướm đêm thuộc họ Noctuidae.